# James Elmer
Pour les articles homonymes, voir Elmer.
James Elmer (né le 8 mai 1971 à Melbourne) est un joueur de hockey sur gazon australien. Il participe aux Jeux olympiques d'été de 2000 où il remporte la médaille de bronze. Il est le frère de Lachlan Elmer.

## Palmarès

### Jeux olympiques
- Jeux olympiques de 2000 à Sydney,  Australie
  -  Médaille de bronze.